# Ratpenat de cua de beina de les Filipines
El ratpenat de cua de beina de les Filipines (Emballonura alecto) és una espècie de ratpenat de la família dels embal·lonúrids. Els individus d'aquesta espècie viuen a Brunei, Indonèsia, Malàisia i les Filipines. El seu nom específic fa referència a Al·lecto, una de les tres Fúries de la mitologia grega.

## Subespècies
- Emballonura alecto alecto
- Emballonura alecto anambensis
- Emballonura alecto palawanensis
- Emballonura alecto rivalis